# Řád Osmanie
Řád Osmanie (turecky: Nišan el Usmania) bylo civilní i vojenské státní vyznamenání Osmanské říše. Založen byl roku 1862 a udílen byl až do pádu monarchie a vzniku republiky roku 1922.

## Historie a pravidla udílení
Řád byl založen v lednu 1862 osmanským sultánem Abdulazizem. Nahradil tak Řád slávy a stal se druhým nejvyšším osmanským vyznamenáním. Udílen byl osmanským civilním úředníkům i vojenským velitelům za mimořádné služby státu. Obecně nemohl být udělen ženám, ale existují výjimky, kdy jim byl udělen na základě osobního rozhodnutí sultána. Při svém založení byl udílen ve třech třídách. V roce 1867 byla k řádu přidána čtvrtá třída a navíc nejvyšší třída byla rozšířena na variantu s brilianty a diamanty. Tyto insignie byly často udíleny zahraničním hlavám států jako diplomatický řád. Počet žijících členů v jednotlivých třídách byl omezen. Původně nemohl být udělen Řád Osmanie I. třídy bez předchozího udělení I. třídy Řádu Medžidie, ovšem během třiatřicetileté vlády Abdulhamida II. byla většina původních omezení ignorována a nejvyšší třídy obou řádů byly udíleny nezávisle na sobě. V roce 1893 byla k řádu přidána pátá třída.
Od roku 1915 až do konce první světové války mohly být všechny třídy uděleny se šavlemi za úspěchy během vojenských operací. Po pádu monarchie a vzniku republiky byl řád roku 1922 zrušen.

## Třídy
Řád byl původně udílen ve třech třídách. Roku 1867 byla přidána čtvrtá třída a roku 1893 třída pátá.
- I. třída – Řádový odznak se nosil na široké stuze spadající z pravého ramene na protilehlý bok. Řádová hvězda se nosila nalevo na hrudi. Počet žijících členů této třídy byl omezen na 50.
- II. třída – Řádový odznak se nosil na stuze kolem krku. Řádová hvězda se nosila nalevo na hrudi. Počet žijících členů této třídy byl omezen na 200.
- III. třída – Počet žijících členů této třídy byl omezen na 1000.
- IV. třída – Počet žijících členů této třídy byl omezen na 2000.
- V. třída

## Insignie
Řádový odznak má tvar zeleně smaltované sedmicípé hvězdy se třemi krátkými stříbrnými paprsky mezi jednotlivými cípy. Uprostřed je červeně smaltovaný kulatý medailon, který je lemován širokým kruhem pokrytým zeleným smaltem. Ve středu medailonu je zlatý půlměsíc a kaligrafický nápis znamenající Spoléhajíc se na pomoc Všemohoucího Boha, Abdulaziz Chan, panovník Osmanské říše. Ke stuze je odznak připojen pomocí přechodového prvku ve tvaru půlměsíce a pěticípé hvězdy.
Řádová hvězda má tvar osmicípé hvězdy s cípy složenými z různě dlouhých paprsků. Uprostřed je medailon, který se svým vzhledem shoduje s medailonem řádového odznaku. Velikost hvězdy v případě první třídy je 100 mm a v případě druhé třídy 90 mm.

Stuha je zelená s pruhy karmínové barvy při obou okrajích.

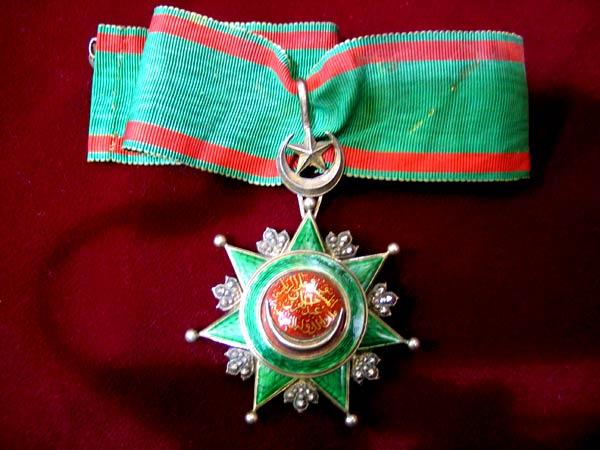
Řád II. třídy
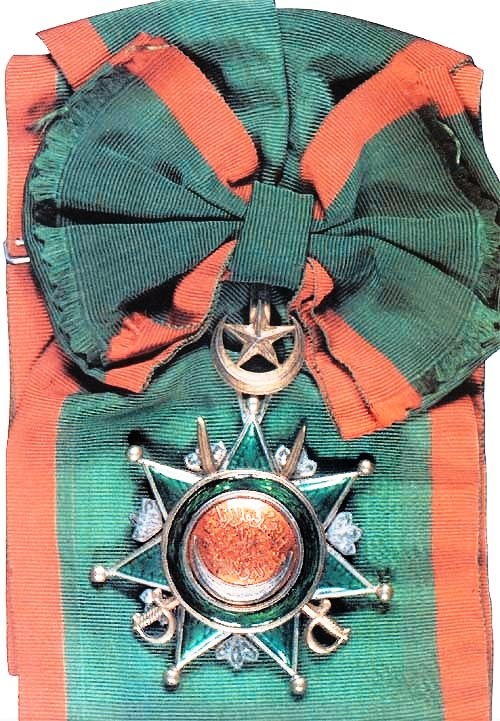
Řád I. třídy
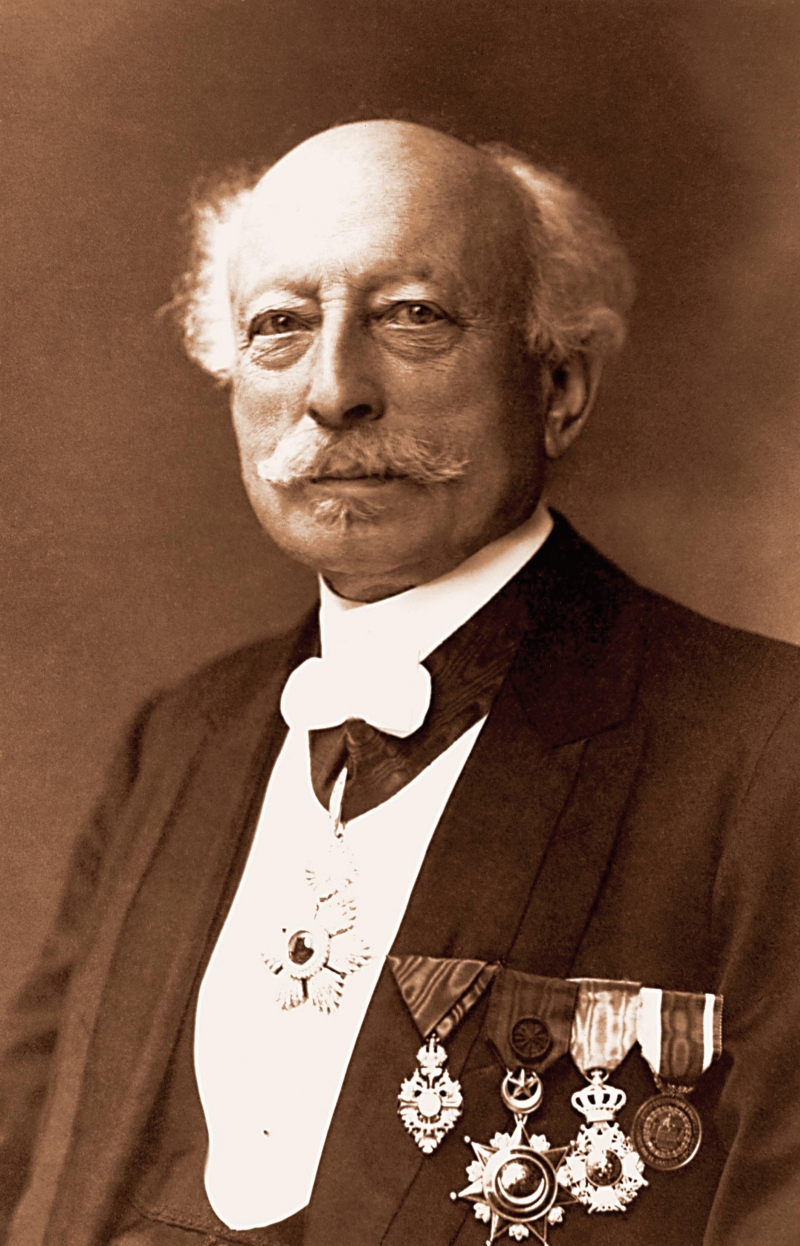
Český rytec skla Ludwig Moser s několika vyznamenáními, včetně Řádu Osmanie